# Лідія Григор'єва
Лідія Григор'єва (Lydia Grigorieva, 1945 р.н.) — українська поетеса, нині живе в Лондоні. Її роботи багато перекладалися, і вона співпрацювала з Всесвітньою службою BBC, Російським радіо і телебаченням і Британською бібліотекою.
Григор'єва, яку також називають «фотохудожницею», використовує у своїй творчості синтез поезії та фотографії. Прем'єра її фотопоезії відбулася в Державному музеї Пушкіна в Москві.
У 2011 році взяла участь у семінарі на Лондонському книжковому ярмарку під назвою «На перехресті культури: російські письменники, які живуть у Лондоні».
Григор'єва прочитала свою роботу для проєкту Британської бібліотеки Dual Cultures, Between Two Worlds: Poetry and Translation, який досліджує творчість поетів, які живуть у Великій Британії, чия рідна мова не є англійською.
Серед фільмів за сценарієм Григор'євої:
- Цвєтаєвої в Лондоні
- Гумільова в Лондоні
- Скрябіна в Лондоні